# Rondo Zgrupowania AK „Radosław” w Warszawie

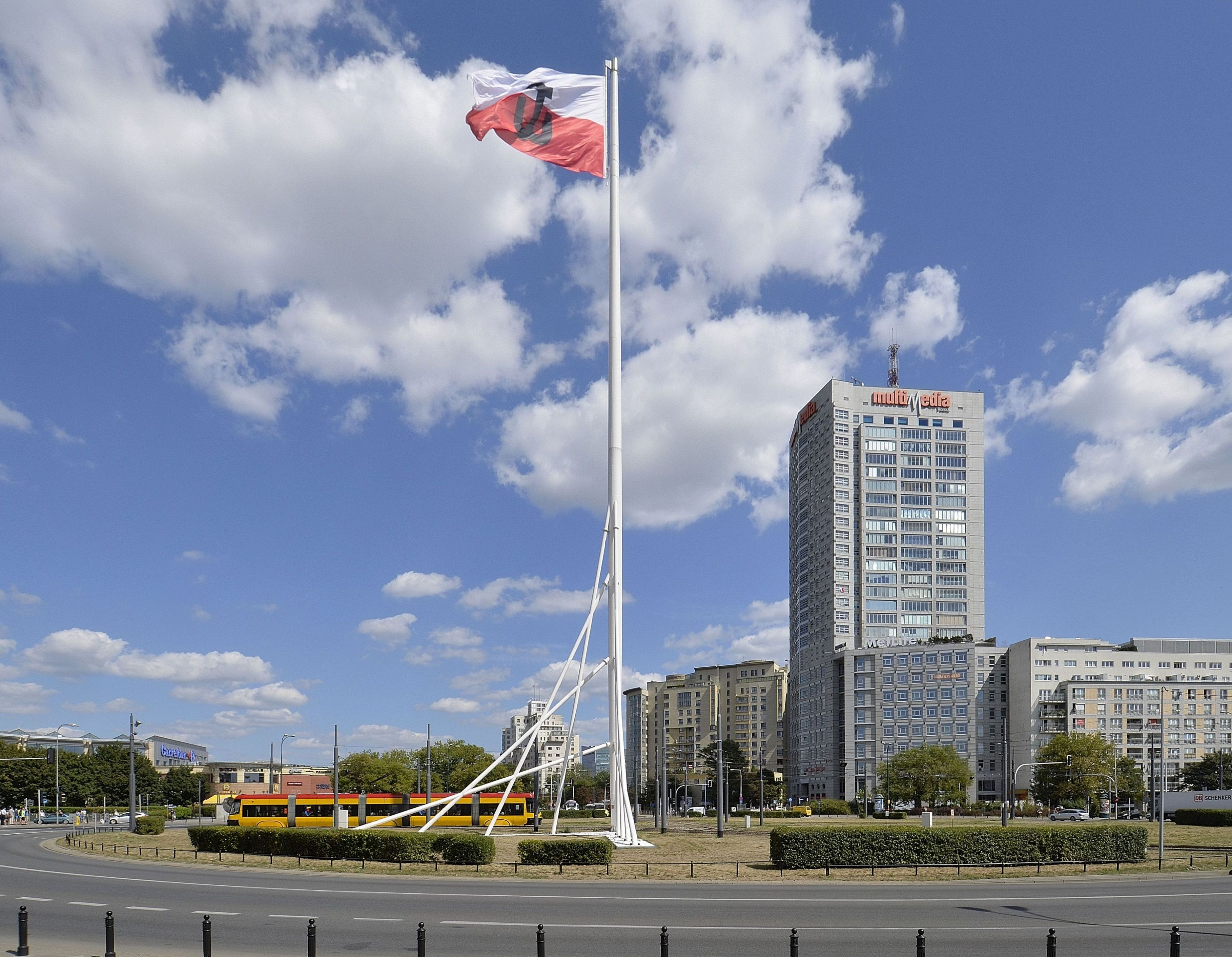
Rondo Zgrupowania AK „Radosław” z Masztem Wolności

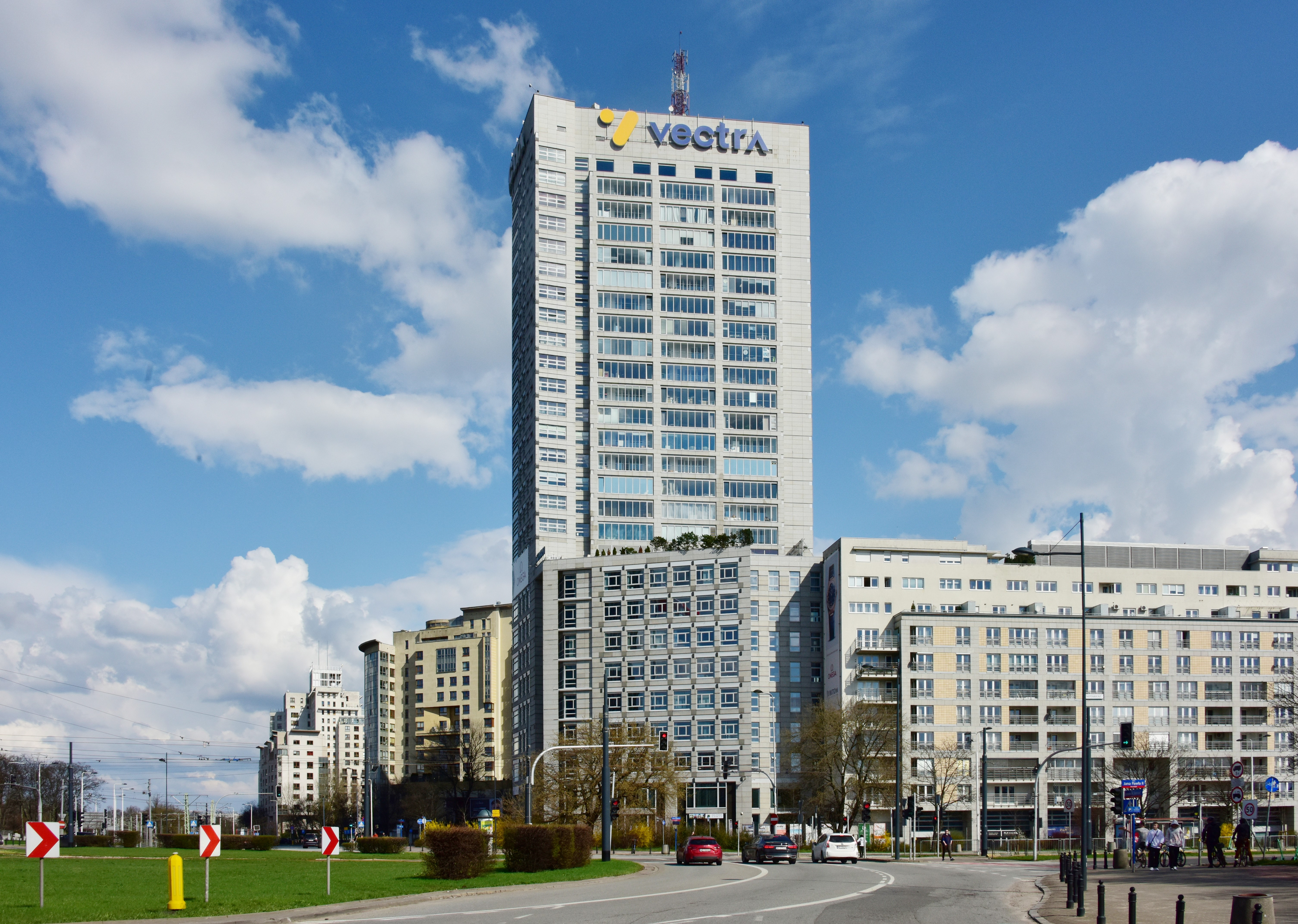
Kompleks Babka Tower, widok z ronda w kierunku ulicy Zygmunta Słomińskiego

Rondo Zgrupowania AK „Radosław” – rondo w Warszawie znajdujące się na granicy Powązek i Muranowa. Przez jego środek przebiega granica pomiędzy dzielnicami Śródmieście i Wola.

## Opis
Do ronda dochodzą:
- od północy: aleja Jana Pawła II
- od wschodu: ulica Zygmunta Słomińskiego
- od południowego wschodu: aleja Jana Pawła II
- od południowego zachodu: ulica Okopowa

W czasach PRL przez rondo przebiegała droga międzynarodowa E81. Następnie w latach 90. znajdowało się w ciągu dróg krajowych nr 7 i ówczesnej 634 oraz trasy europejskiej E77.
Obecna nazwa ronda została nadana uchwałą nr XL/536/2001 Rady miasta stołecznego Warszawy z dnia 24 września 2001. Upamiętnia Zgrupowanie „Radosław” Armii Krajowej, które w pierwszych dniach powstania warszawskiego toczyło ciężkie walki w tej części miasta m.in. w obronie cmentarzy wolskich i w ruinach warszawskiego getta.
Do 2001 rondo nosiło nazwę rondo Babka. Początkowo była to nazwa robocza – nadana w czasie projektowania Trasy Starzyńskiego (nowej inwestycji drogowej od ulicy Okopowej do ulicy Szwedzkiej) w drugiej połowie lat 50. XX w., i odnosiła się do kształtu nasypu ziemnego, na którym znajdowało się rondo. Nazwa ta wciąż pozostaje w użyciu, m.in. „Gazeta Stołeczna” (warszawski dodatek do „Gazety Wyborczej”) używa dawnej nazwy lub peryfrazy dawne rondo Babka. „Gazeta” opowiadała się także za pomysłem przywrócenia rondu poprzedniej nazwy.
Historyczna nazwa ronda zachowała się w nazwie zespołu mieszkaniowo-biurowo-usługowego Babka Tower, wzniesionego u zbiegu ulic Zygmunta Słomińskiego i alei Jana Pawła II w latach 1998–2000.
Zarząd Transportu Miejskiego w rozkładach jazdy używa skróconej nazwy rondo „Radosława”.
W latach 2008 i 2011 na rondzie Zgrupowania AK „Radosław” zmieniono organizację ruchu. Zostało ono wyposażone w sygnalizację świetlną i uzyskało cechy ronda turbinowego. W przypadku dwóch z czterech wlotów (z alei Jana Pawła II: w kierunku Śródmieścia oraz w kierunku Żoliborza) wybranie prawego pasa ruchu wymusza skręt w prawo na najbliższym wylocie.
Obowiązujący na tym obszarze miejscowy plan zagospodarowania przestrzennego pozwala w przyszłości na poprowadzenie ruchu w ciągu ulic Okopowa – Słomińskiego w tunelu.
W 2004 w północno-wschodniej części ronda odsłonięto kamień z tablicą upamiętniającą zgrupowanie „Radosław”. W 2014 w zachodniej części wyspy centralnej ronda ustawiono 60-metrowy podświetlany Maszt Wolności upamiętniający powstanie warszawskie.

## Ważniejsze obiekty
- Maszt Wolności
- Centrum handlowe Westfield Arkadia
- Babka Tower
- Kompleks biurowy Forest